# 그물
그물(영어: net, netting)은 일반적으로, 여러 개의 커다란 구멍으로 이루어진 줄이나 실이 얽혀져 있는 물건을 가리킨다. 이 도구는 물고기, 날짐승 따위를 잡는 데 쓰이며 일반적으로 노끈이나 실 등의 물질로 이루어져 있다.

## 용어
간단히 망(網)으로도 부른다. 물고기를 잡는 그물은 어망(漁網·魚網)으로 부른다. 그물이라는 표현은 반드시 도구로서의 의미뿐 아니라 "남을 꾀거나 잡기 위한 교묘한 수단과 방법"이라는 뜻으로도 쓰인다.